# Organización Nacional de Monoteísmo
La Organización Nacional del Monoteísmo (árabe : جماعة التوحيد الوطنية ; Jamā'at at-Tawḥīd al-Waṭanīyah, es un grupo yihadista terrorista islámico de Sri Lanka implicado en los atentados de Pascua de Sri Lanka de 2019. Se cree que tiene vínculos con el Estado Islámico (ISIS).  El presidente de Sri Lanka, Maithripala Sirisena, prohibió National Thowheed Jamath el 27 de abril de 2019 y lo designó como organización terrorista junto con Jammiyathul Millathu Ibrahim.

## Objetivos
El grupo promueve una "ideología terrorista islamista".  El director del Centro Internacional para el Estudio del Extremismo Violento dijo que "tiene como objetivo difundir el movimiento yihadista global a Sri Lanka y crear odio, miedo y divisiones en la sociedad".
El NTJ cree que el mundo fue hecho únicamente para musulmanes y está en contra de otras religiones. Tampoco consideran a los sufíes como musulmanes, creyéndolos kafires que deberían ser asesinados, y han llevado a cabo ataques contra mezquitas sufíes. Desde 2016 comenzaron a apoyar la ideología del Estado Islámico predicando que todos los "no musulmanes" deben ser asesinados para una toma musulmana de Sri Lanka.

## Historia
El NTJ fue fundado por Moulvi Zahran Hashim en la ciudad exclusivamente musulmana de Kattankudi, que ha sido llamada un "terreno fértil para el extremismo" y ha visto la arabización y la propagación del wahabismo desde los 80´s con fondos de las naciones del golfo.
Si bien Zahran propagaba activamente el islamismo radical hasta 2013, solo comenzó a propagar el extremismo violento en 2016.  Sin embargo, según los líderes sufíes de Kattankudy, Zahran predicó la violencia desde el principio e incluso comenzó a publicar una revista a partir de 2013 que pedía ataques a los sufíes. Fue a partir de 2016 que Zahran predicó sobre una "toma de posesión musulmana" de Sri Lanka matando a todos los "no musulmanes" y exigió que se detuviera la celebración de la bandera nacional de Sri Lanka, ya que es una amenaza para el Estado Islámico. En 2016, Zahran también comenzó a predicar contra los católicos y la Navidad. 
El liderazgo del NTJ había sido condenado por varias organizaciones musulmanas de Sri Lanka en 2016 por defender el adoctrinamiento fundamentalista extremo de los niños y por los enfrentamientos con los monjes budistas.
Durante las elecciones presidenciales de 2015 , Zahran hizo campaña contra el entonces presidente Mahinda Rajapaksa y a favor de Maithripala Sirisena. Durante las elecciones generales de 2015 , sin embargo, utilizó los votos de sus 2.000-3.000 seguidores para que políticos musulmanes de los partidos mayores y menores de la provincia oriental firmaran un acuerdo que incluía la prohibición de la música, la segregación de género en la disposición de los asientos y la negativa. para apoyar a musulmanes y sufíes "moderados", así como una condición que dice que los partidos políticos deben apoyar a grupos como el National Thawheed Jama'ath. Los que firmaron el acuerdo incluyen a Shafi Salley , Shibly Farook ,MLAM Hizbullah , ALM Ruby y Abdul Rahman . Sin embargo, Zahran trabajó contra Hizbullah después de que sus seguidores tocaron música en uno de sus eventos citando la música como Haram.
El grupo también aterrorizó a la población musulmana sufí en Kattankudi, a quienes los extremistas consideraban kafir y, según Zahran, todos "los kafir deben ser asesinados de acuerdo con la ley islámica". Las mezquitas sufíes fueron baleadas y los sufíes fueron atacados por una turba con espada dirigida por Zahran en 2017. A pesar de las quejas de las organizaciones musulmanas, el gobierno no tomó las medidas adecuadas contra Zahran y el NTJ.
Más tarde se reveló que, de hecho, la policía había estado tratando de prohibir la organización y eliminar sus sitios web desde 2017. Sin embargo, el departamento del fiscal general no tomó en serio varias cartas de la División de Investigación del Terrorismo y fueron entregados a funcionarios menores para que los vigilara, sobre todo al asesor estatal principal Malik Aziz, quien les ordenó que elaboraran un informe.
Los miembros del NTJ incluían a dos asociados de Zahran que eran directores y maestros de escuelas musulmanas respectivamente y estaban a cargo de vigilar sus mezquitas. Un miembro del NTJ era parte del personal del parlamento. 64 parlamentarios de Sri Lanka también han acusado al exministro del gabinete musulmán Rishad Bathiudeen de respaldar a los terroristas. Las acusaciones incluyeron el suministro de casquillos de bala vacíos a una fábrica propiedad de uno de los bombarderos y el asesor de Rishad en Moulvi fue arrestado bajo sospecha de ser un terrorista.  Bathiudeen rechazó tener tal asesor y rechazó pedir la liberación de cualquiera de los sospechosos. KDN Ranjith Asoka, secretario del Ministerio de Industria y Comercio, rechazó que Rishad solicitara que se suministraran casquillos que fueron usados en el ataque.
En 2018, NTJ estuvo vinculado al vandalismo de estatuas budistas luego de los disturbios antimusulmanes en Sri Lanka. La propaganda del grupo destacó la violencia contra los musulmanes en Myanmar , Sri Lanka , India y otros países. La propaganda en línea del Grupo fue manejada por Aadhil Ameez, quien fue contratado por Virtusa en Sri Lanka como ingeniero de software. Las actividades en línea de Aadhil estaban siendo monitoreadas por las autoridades indias desde 2016 debido a sus vínculos con yihadistas indios. Con el fin de promover la ideología del Estado Islámico, afirmó falsamente en línea a los musulmanes indios que fue encarcelado, que le prendieron fuego a su casa y que los budistas lo golpearon hasta que cojeaba.
Zahran era un imam islamista radical que se cree que es el cerebro detrás de los atentados de Sri Lanka, que predicó en una cuenta de Facebook pro-ISIS, conocida como medios de comunicación "Al-Ghuraba", y en YouTube.

### Ataque contra agentes de policía en Vavunathivu
Dos agentes de policía, Niroshan Indika, de 35 años, y Ganesh Dinesh, de 28, fueron asesinados mientras estaban de servicio en un control de carretera en Vavunathivu el 29 de noviembre de 2018. Kethirgamathambi Rajakumaran, también conocido como Ajanthan, antiguo cuadro de los Tigres de la Liberación de Tamil Eelam, fue arrestado bajo sospecha después del ataque. Sin embargo, tras los ataques del domingo de Pascua en Sri Lanka, una red de seguridad lanzada por la policía y las fuerzas de seguridad detuvo al conductor del líder del NTJ, Zahran Hashim. Confesó que fue National Thowheeth Jama'ath quien llevó a cabo este ataque a la policía. La policía, basada en las confesiones, también recuperó las armas de servicio robadas de los policías asesinados. La secretaria de Defensa, Shantha Kottegoda, solicitó la liberación de Kethirgamathambi Rajakumaran.

### Bombardeos de Pascua
La NTJ se dio a conocer por primera vez a la policía de Sri Lanka cuando un oficial de policía envió un anuncio a las autoridades advirtiendo sobre un posible ataque a iglesias 10 días antes de los atentados de Pascua de Sri Lanka de 2019 el 21 de abril de 2019. El informe decía que "la NTJ está planeando para llevar a cabo ataques suicidas contra iglesias prominentes, así como contra el alto comisionado indio en Colombo". El primer ministro , Ranil Wickremesinghe, comentó que los funcionarios del gobierno no recibieron el aviso y que "investigarían por qué no se tomaron las precauciones adecuadas".
Después de los ataques, el ministro de Salud, Rajitha Senaratne, confirmó en una conferencia de prensa el 22 de abril de 2019 que los siete atacantes suicidas en los ataques casi simultáneos eran ciudadanos de Sri Lanka asociados con NTJ, pero dijo que se sospechaba de vínculos extranjeros. funcionarios culparon anteriormente al grupo islamista local, "National Tawhid", pero el corresponsal de Al Jazeera, Samer Allawi, dijo que las autoridades habían negado haber acusado oficialmente al grupo de responsabilidad. ISIS se ha atribuido la responsabilidad de los ataques.

### Tiroteo en Sainthamaruthu
El 27 de abril de 2019, las fuerzas de seguridad de Sri Lanka y militantes de National Thowheeth Jama'ath se enfrentaron después de que las fuerzas de seguridad asaltaran una casa de seguridad de los militantes. Quince personas vinculadas al grupo, incluidos seis niños, murieron durante la redada cuando tres atacantes suicidas acorralados se inmolaron. Un civil también murió en el proceso.
Las fuerzas de seguridad encontraron cinco pares de faldas y blusas blancas en la casa de seguridad. Los investigadores encontraron que los militantes habían comprado nueve pares de zapatos por valor de Rs. 29.000, que habían adquirido días antes. Los funcionarios de inteligencia advirtieron que esto puede ser un intento de lanzar un ataque a los templos budistas utilizando mujeres que se hacen pasar por devotas budistas.

## Fuerzas
Según fuentes del Gobierno de Sri Lanka, el NTJ tiene entre 100 y 150 miembros principales, así como numerosas mezquitas en varias regiones de Sri Lanka. Según la comunidad musulmana de Kattankudi, los sermones de Zahran fuera de las mezquitas atrajeron entre 2.000 y 3.000 personas.
Después de la represión del gobierno, las fuerzas de seguridad encontraron escondites de armas y explosivos, así como CD y literatura que contenían material extremista islámico. Las fuerzas de seguridad descubrieron detonadores, armas de fuego, municiones, paquetes de amoníaco y otros explosivos incluyendo C-4, bombas incendiarias, cuchillos, GPS, camuflaje militar, katanaS, machetes y chalecos suicidas de varias partes del país.
El 5 de mayo, las fuerzas gubernamentales descubrieron un terreno de 15 acres en Kattankudi disfrazado de granja y se cree que es un campo de entrenamiento para militantes y al día siguiente allanaron una casa de huéspedes de dos pisos en Nuwara Eliya basándose en información de inteligencia de los sospechosos arrestados. 35 terroristas, incluidos los que se inmolaron, habían recibido entrenamiento con armas de fuego en este lugar.
El descubrimiento de una gran cantidad de espadas en mezquitas y hogares musulmanes sin afiliación conocida con la organización suscitó preocupación por la magnitud del problema. El gobierno teorizó que podría ser para cortar arbustos o proteger a las mujeres, lo que fue visto como un encubrimiento por la oposición. El 13 de mayo se encontró a una mujer con un proyectil de artillería, varias partes de la cola de un RPG-7 y proyectiles de mortero.
El 27 de junio, Hayathu Mohamed Ahamed Milan, uno de los varios sospechosos que fueron arrestados en Jeddah y entregados a Sri Lanka, llevó a los investigadores a varios depósitos de armas grandes en Kattankudi, donde se encontraban más de 300 barras de gelignita, 8 litros de gelignita líquida y una reserva de cordón detonante, así como 1000 detonadores, 485 munición real T56 y varios otros materiales explosivos.
El 27 de agosto, la policía arrestó a dos cuadros del grupo en la ciudad de Ampara del distrito de Ampara en la provincia oriental sobre la base de la información proporcionada por el Servicio de Inteligencia del Estado, informa Colombo Page. Los detenidos se identifican como Muhammed Raisuddin Abdur Rahman (alias Abu Anas) y Seinul Aabdeen Hafsal (alias Abu Rawa).

## Vínculos extranjeros
La organización ha prometido lealtad a ISIL, quien publicó un video después de los ataques a través de su agencia de noticias AMAQ que muestra a ocho hombres declarando lealtad a su líder, Abu Bakr Al-Baghdadi , bajo la bandera negra de ISIS.
Se cree que el NTJ ha recibido financiación de entidades extranjeras para construir sus mezquitas y el secretario general del SLFP, Dayasiri Jayasekara, hablando con los medios de comunicación, afirmó que había "pruebas firmes" para demostrar que los extremistas religiosos en Arabia Saudita y Catar han estado financiando a los musulmanes. extremistas en Sri Lanka y pidieron al gobierno saudí y catarí que tomaran medidas contra estos grupos.
Varios ciudadanos indios con vínculos con el NTJ fueron arrestados en India y varios ciudadanos de Sri Lanka que vivían en el Medio Oriente fueron arrestados y extraditados a Sri Lanka en 2019.